# Col de la Loze
Der Col de la Loze ist ein Gebirgspass in den französischen Alpen. Er befindet sich im Département Savoie und verbindet die beiden Wintersportorte Méribel im Westen mit Courchevel im Osten. Der Pass liegt zwischen den Bergspitzen Rocher de la Loze (2527 m) und Sommet des Lanches (2307 m), seine Höhe wird auf den Landkarten des IGN mit 2275 m angegeben. Die über den Pass führende Straße führt jedoch noch weiter in Richtung Sommet des Lanches, wo sich die Bergstation eines Skilifts befindet, und hat ihren höchsten Punkt bei 2304 m. Die asphaltierte Straße ist für den normalen Straßenverkehr gesperrt und nur für Radfahrer geöffnet.

## Hintergrund und Geschichte
Der Col de la Loze ist der erste Teil der Via 3 Vallées, einer Radroute, die die Attraktivität des Skigebiets Trois Vallées in den Sommermonaten erhöhen soll. Der Col de la Loze wurde 2019 fertiggestellt und verbindet Méribel mit Courchevel. Im zweiten Teil des Projekts soll Méribel mit Val Thorens verbunden werden, sodass die drei Täler über Passstraßen miteinander verbunden sind.
Die Eröffnung fand am 12. Mai 2019 im Rahmen einer Radsportveranstaltung statt, bei der die Ostseite von Courchevel befahren wurde, während die Bauarbeiten auf der Westseite noch nicht abgeschlossen waren. Am 23. August desselben Jahres ging mit der Tour de l’Avenir erstmals ein Profi-Radrennen auf der Passhöhe zu Ende. Dieses führte über die zwischenzeitlich fertiggestellte Westauffahrt von Méribel. Die Tour de France führte im Jahr 2020 erstmals auf den Col de la Loze. Der Tour-de-France-Direktor Christian Prudhomme bezeichnete den Col de la Loze als einen „Prototyp eines Passes des 21. Jahrhunderts“.

## Lage und Streckenführung
Der Pass liegt im Vanoise-Massiv und verbindet Les Allues mit Courchevel. Er verläuft nördlich des Dent de Burgin (2739 m), der zwischen den Gemeinden liegt. Die Passhöhe befindet sich beim Restaurant Le 1928 unweit der Bergstation des Skilifts „Loze“. Die Auffahrten über den Radweg sind durch den unrhythmischen Wechsel von Flachstücken und steilen Rampen gekennzeichnet.

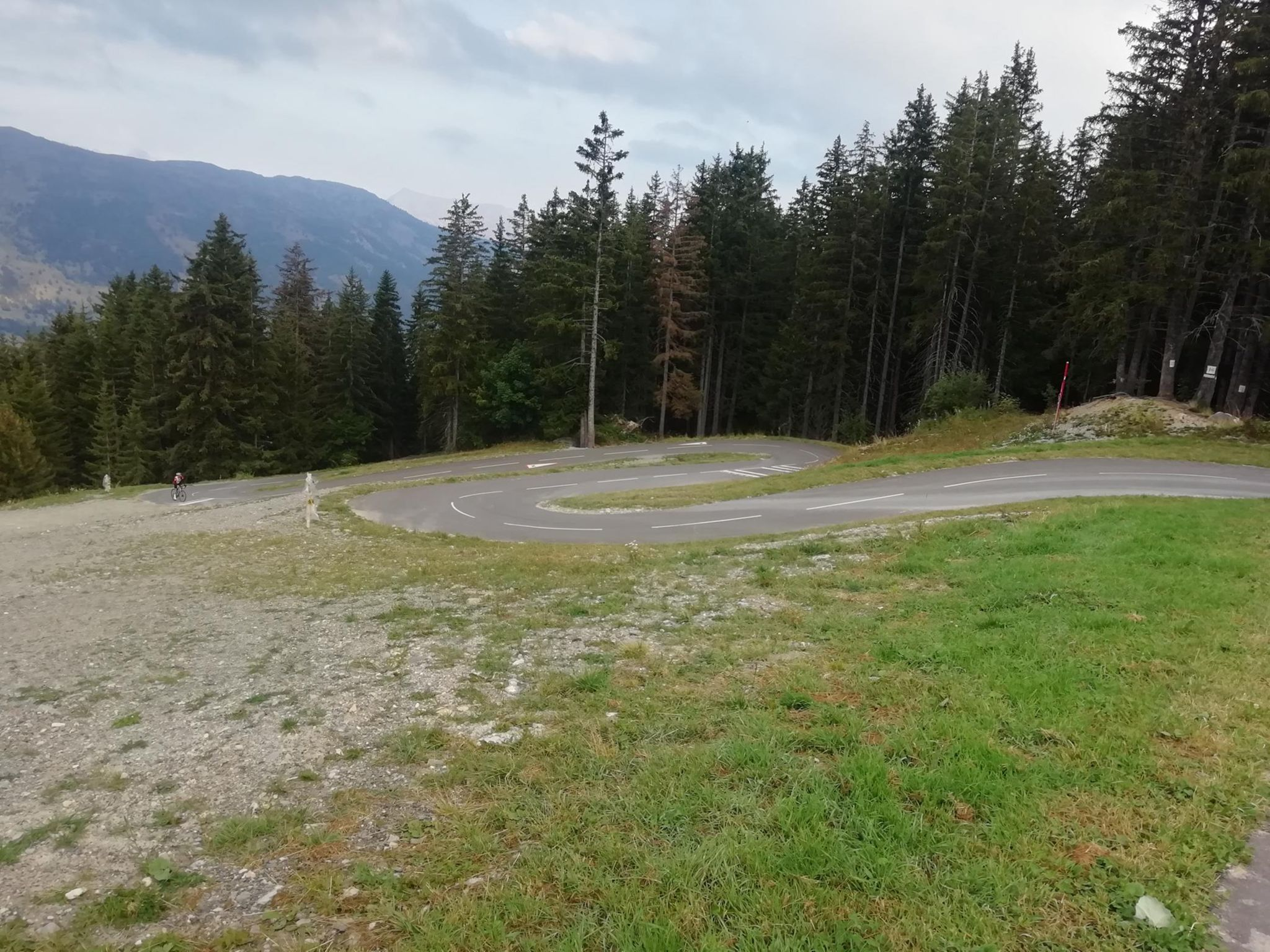
Kehren der Westauffahrt

Die Westauffahrt beginnt in Brides-les-Bains und führt auf den ersten 13,5 Kilometer über die D90 nach Méribel. Anschließend führen rund drei Kilometer durch den Skiort in Richtung des Méribel Altiport, ehe man auf der Route du Belvédère den Einstieg in den Radweg und eigentlichen Pass erreicht. Die ersten rund 17 Kilometer verlaufen auf breiten Straßen und steigen im Schnitt mit etwa 6 % an. Mit dem Erreichen des Radweges ändert der Pass sein Erscheinungsbild und führt zunächst auf einer engen Straße durch bewaldetes Gebiet. Die Steigung nimmt deutlich zu und liegt im Schnitt bei über 10 %, wobei sich kurze Flachstücke mit steilen Rampen abwechseln. Nach einer engen Kehren-Kombination folgt beim Restaurant Les Rhodos Méribel ein erstes längeres Flachstück, bei dem die Baumgrenze überquert wird. Anschließend beginnt die Straße erneut anzusteigen und führt mit Steigungen von bis zu 20 % vorbei am Restaurant d'altitude La Folie Douce Méribel-Courchevel. Auf den letzten 2,5 Kilometern verläuft die Straße geradeaus zur Passhöhe, wobei sich kurze Abfahrten mit steilen Rampen abwechseln. Auf den letzten Metern werden erneut Steigungen von bis zu 20 % erreicht. Insgesamt weisen die letzten sieben Kilometer, die auf dem Radweg absolviert werden, eine durchschnittliche Steigung von rund 9 % auf.
Die Ostauffahrt hat ihren Ausgangspunkt ebenfalls in Brides-les-Bains, führt jedoch über die D91A über Courchevel zum Einstieg in den Radweg. Die ersten 20 Kilometer weisen eine durchschnittliche Steigung von rund 6 % auf, ehe man kurz vor dem Flugplatz Courchevel rechts auf die eigentliche Passstraße abbiegt. Auf dieser weist bereits der erste Kilometer eine durchschnittliche Steigung von über 10 % auf. Noch vor dem Restaurant Les Verdons beginnt die Straße jedoch abzuflachen, und es folgt eine ein Kilometer lange Zwischenabfahrt. Im Anschluss beginnt die Straße erneut anzusteigen, bleibt mit rund 8 % jedoch deutlich flacher als die Westauffahrt. Nach dem Restaurant La Soucoupe Courchevel folgen erneut Steigungsprozente von über 10 %, ehe ein weiteres Flachstück beim Restaurant Bagatelle Courchevel folgt. Die letzten 500 Meter führen bei rund 10 % über langgezogene Kurven auf die Passhöhe. Der Radweg der Ostseite weist auf einer Distanz von 5,8 Kilometern eine Durchschnittssteigung von 6,5 % auf.

## Bedeutung im Radsport
Der Col de la Loze ist ein Radweg und daher für PKWs und Motorräder gesperrt. Seit dem Jahr 2020 findet um den Col de la Loze ein Radmarathon für Hobby-Sportler statt, bei dem man zwischen vier unterschiedlichen Strecken wählen kann. Bei der längsten und anspruchsvollsten Route wird der Pass von beiden Seiten befahren, ehe das Ziel auf der Passhöhe erreicht wird.
Im Jahr 2019 ging die 8. Etappe der Tour de l’Avenir auf dem Col de la Loze zu Ende. Den Etappensieg bei dem Nachwuchsrennen sicherte sich der Australier Alexander Evans, der die 23,1 Kilometer lange Etappe vom Talort Brides-les-Bains über Méribel auf die Passhöhe in etwas über einer Stunde absolvierte (Durchschnittliche Geschwindigkeit = 21,1 km/h). Nach der Generalprobe bei der Tour de l’Avenir führte ein Jahr später auch die Tour de France auf den Col de la Loze.

### Tour de France
Im Jahr 2020 fand im Rahmen der 17. Etappe eine Bergankunft auf dem Col de la Loze statt. Die Schlusssteigung wurde als Bergwertung der höchsten Kategorie klassifiziert (hors categorie) und führte über Méribel und die Westauffahrt. Der Col de la Loze stellte zudem den höchsten Punkt der 107. Austragung der Frankreich-Rundfahrt dar und wurde mit dem Souvenir Henri Desgrange ausgezeichnet. Den ersten Etappensieg auf dem Pass sicherte sich der Kolumbianer Miguel Ángel López vor Primož Roglič, der im Gelben Trikot fuhr.

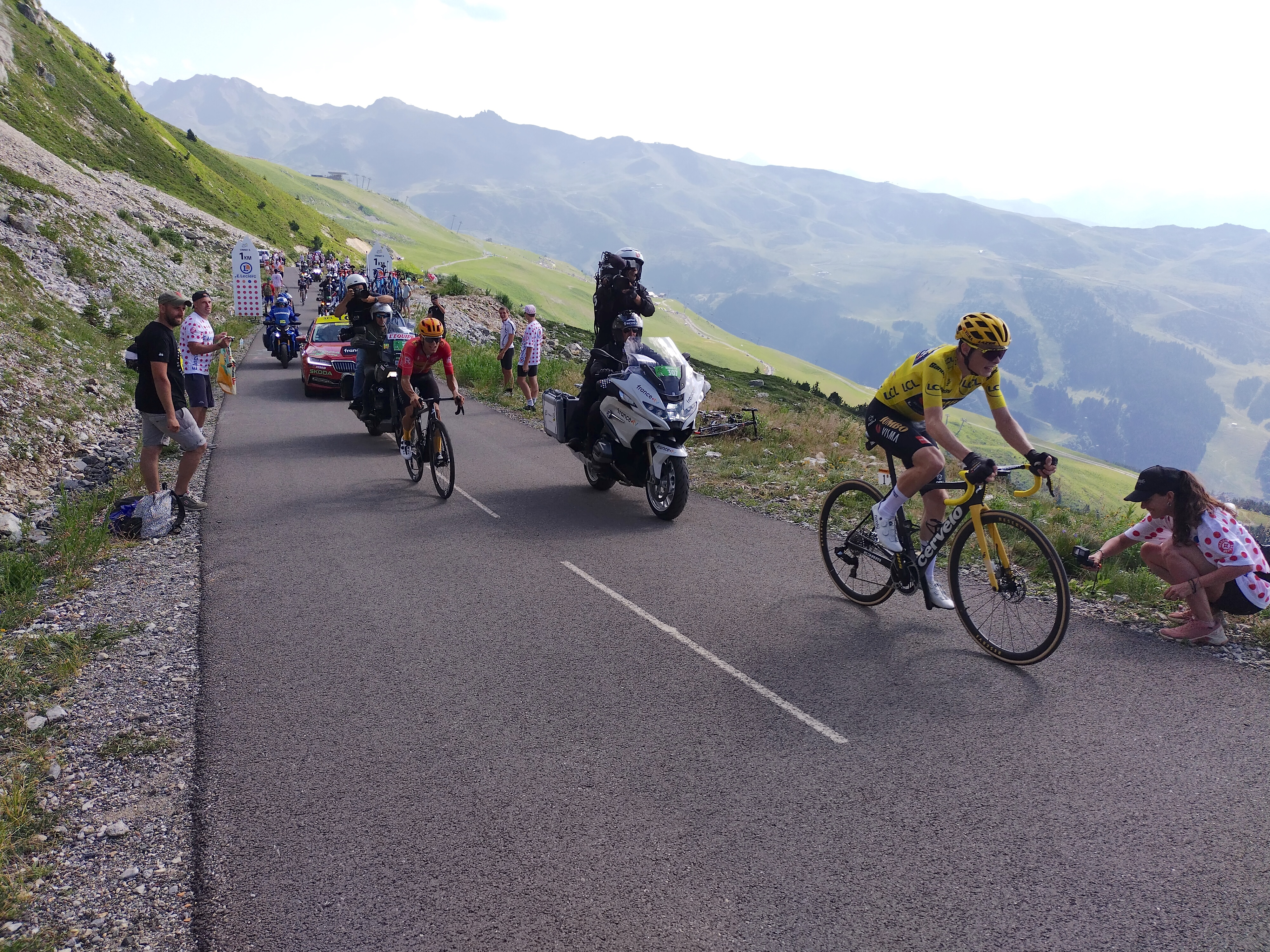
Jonas Vingegaard (gelbes Trikot) im Anstieg des Col de la Loze

Bei der Tour de France 2023 wurde der Col de la Loze im Rahmen der 17. Etappe erstmals überquert, die Zielankunft befand sich auf dem Flugplatz Courchevel. Zwar wurde erneut die Westauffahrt von Méribel genutzt, der Skiort jedoch über Courchevel und die D98 angefahren. Der Col de la Loze war auch 2023 der höchste Punkt der Austragung und wurde erneut mit dem Souvenir Henri Desgrange versehen. Im Anstieg distanzierte Jonas Vingegaard seinen Kontrahenten Tadej Pogačar und sorgte somit für die Vorentscheidung der 110. Austragung. Die Bergwertung auf der Passhöhe sicherte sich der Österreicher Felix Gall, der im Anschluss auch die Etappe gewann.
Im Jahr 2025 ging die 18. Etappe der Tour de France auf der Passhöhe des Col de la Loze zu Ende, wobei erstmals die Ostauffahrt von Courchevel genutzt wurde. Der Pass bildete zudem zum dritten Mal den höchsten Punkt der Rundfahrt.
| Jahr  | Etappe     | Bergwertung  | Erster am Gipfel   | Auffahrt                    |
| ----- | ---------- | ------------ | ------------------ | --------------------------- |
| 2020* | 17. Etappe | HC-Kategorie | Miguel Ángel López | Méribel (West)              |
| 2023  | 17. Etappe | HC-Kategorie | Felix Gall         | Courchevel – Méribel (West) |
| 2025  | 18. Etappe | HC-Kategorie | Ben O'Connor       | Courchevel (Ost)            |

* Bergankunft